# Fiat Ottimo
La Fiat Ottimo è una berlina media a due volumi, derivata dalla Fiat Viaggio, costruita e venduta in Cina a partire dal 2013 fino al 2017.
Si tratta sostanzialmente della versione a due volumi della Fiat Viaggio, da cui deriva, avendo in comune il pianale, l'abitacolo, e la meccanica.
Basata sul pianale CUSW è disponibile con due motori (montati in posizione anteriore trasversale) turbo 16 valvole a benzina, il 1.4 T-Jet da 120 CV (1368 cm³, 120 CV, 88 kW) e il 1.4 T-Jet da 150 CV (1368 cm³, 150 CV, 110 kW).
Nel 2015 è stata presentata al salone di Shangai una versione Cross, rimasta però allo stadio di concept.